# نصوح فاخوري
نَصُوح عبد اللطيف فاخوري (1924) شاعر سوري. ولد في حمص ودرس فيها. تخرّج في جامعة دمشق مجازًا في اللغة العربية وآدابها عام 1950. عمل مدرّسًا في ثانويات حمص. 

## سيرته
ولد نصوح عبد اللطيف فاخوري سنة 1924 في مدينة حمص ونشأ بها. تخرج في قسم اللغة العربية من جامعة دمشق 1950.

عمل في التدريس بثانويات حمص. فهو عضو باتحاد الكتاب العرب بجمعية الشعر.

## مؤلفاته
من دواوينه الشعرية:
- صوت إنسان، 1950
- موعد وعهد، 1954
- انتصار بور سعيد، 1956
- مسافرون في العاصفة، 1980

من دراساته وكتبه:
- مايكوفسكي، أيلزا تريولي دراسة مترجمة بالاشتراك مع إحسان سركيس

## وصلات خارجية
- في موقع أرشيف المجلات